# Joaquim Malats i Miarons
Joaquim Malats i Miarons (Sant Andreu de Palomar, 5. ožujka 1872. - Barcelona, 22. listopada 1912.), španjolski pijanist i skladatelj. Djelovao od 1888. do 1910. godine. Stilski pripada stilu romantizma. Pokopan je na groblju sv. Andrije u Barceloni. Važnija djela su mu Serenata Andaluza (1891.), Serenata Española (1896.), Danza (1896.), Canto de Amor (1896.), Allegro de la Sonata Española (1897. – 1898.), Mazurca (1898.), Reveil (1898.), En Vous Voyant (1898.).
U izvorima na španjolskom jeziku pojavljuje mu se ime u obliku Joaquín Malats.

## Vanjske poveznice
- WorldCat